# 데이비드 시먼
데이비드 시먼(영어: David Andrew Seaman, 1963년 9월 19일 ~ )은 잉글랜드의 전 축구 선수로 포지션은 골키퍼였다.

## 선수 경력
1981년 프로 축구 선수로 데뷔하였고, 1990년부터는 아스널에 입단하여 그 해부터 주전 골키퍼로 활약하였다.
그가 잉글랜드 국가대표팀에 이름을 올린 것은 1988년 11월 사우디아라비아와의 경기이다. 1998년 FIFA 월드컵과 2002년 FIFA 월드컵, UEFA 유로 1996과 UEFA 유로 2000에서 잉글랜드 국가대표팀의 주전 골키퍼로 활약하였다.
2003년 아스널에서 맨체스터 시티로 이적하였으나, 시즌 도중 허리부상으로 40세의 나이로 은퇴하였다.

## 수상

#### 아스날
- 퍼스트 디비전 : 19990-91
- 프리미어리그 : 1997–98, 2001–02
- FA컵 : 1992–93, 1997–98, 2001–02, 2002–03
- 리그컵 : 1992–93
- 커뮤니티쉴드 : 1991, 1998, 2002
- 유로피언 컵위너스컵 : 1993–94

#### 잉글랜드
- UEFA 유럽 축구 선수권 대회 : 4강 (1996)

### 개인
- PFA 올해의 팀 : 1990-91, 1996-97
- 프리미어리그 최다 클린시트 : 1993–94, 1998–99
- UEFA 유로 토너먼트의 팀 : 1996
- 잉글랜드 축구 명예의 전당 : 2016